# 路易莎·特蕾莎·德·波旁
路易莎·特蕾莎·德·波旁（西班牙語：Luisa Teresa de Borbón，1824年6月11日—1900年12月27日），西班牙配國王法蘭西斯科的妹妹，前國王卡洛斯四世的孫女。

## 家庭
1847年，路易莎·特蕾莎與貴族何塞·馬利亞·歐索里奧結婚，兩人共有2子1女：
1. 法蘭西斯科·亞希斯（1847年—1924年）
2. 路易斯·歐索里奧（西班牙语：Luis Osorio de Moscoso y Borbón）（1849年—1924年）
3. 瑪麗亞·克里斯蒂娜（1850年—1904年）